# Juri Alexandrowitsch Chartschenko
Juri Alexandrowitsch Chartschenko (russisch Юрий Александрович Харченко; * 11. Oktober 1963 in Roschtschino, Russische SFSR, Sowjetunion) ist ein ehemaliger sowjetischer Rennrodler.
Chartschenko trat im Einsitzer an. Bei seinen ersten Olympischen Winterspielen 1984 in Sarajevo erreichte er den siebten Platz. Vier Jahre später, bei den Winterspielen in Calgary konnte er die Bronzemedaille gewinnen. Ebenfalls den dritten Platz erreichte er bei den Rennrodel-Weltmeisterschaften 1989 im Teamwettbewerb. Die Saison 1987/88 konnte Chartschenko auf dem zweiten Platz abschließen. Im Laufe seiner Karriere gewann er außerdem fünf nationale Meistertitel (1983, 1985–1987, 1990) sowie zwei Weltcuprennen.
Nach dem Ende seiner aktiven Karriere arbeitete Chartschenko als Nachrichtentechniker.

## Erfolge

### Weltcupsiege
Einzel
| Nr. | Datum         | Ort      | Bahn                                  |
| --- | ------------- | -------- | ------------------------------------- |
| 1.  | 18. Dez. 1983 | Sarajevo | Trebevic – Bob- und Rennschlittenbahn |
| 2.  | 13. Dez. 1987 | Sarajevo | Trebevic – Bob- und Rennschlittenbahn |